# Бане 187
Бранислав Ковачевић, познатији као Бане 187 и B-One 87 (Београд, 10. новембар 1978 — Београд, 27. новембар 2019) био је српски музичар, широј јавности најпознатији као члан хип хоп и поп музичке групе 187.

## Каријера
Музичку каријеру је започео деведесетих година, након тога заједно са Марком Јанковићем и Пеђом Радосављевићем основао групу 187, која је објавила четири студијска албума: Тамна страна (1995), Црни град (1998), One Eight Seven (2002) и албум Турбуленција (2003). Заједно са Ксенијом Пајчин објавио је 2004. године песму Шкорпија. Године 2006. објавио је први соло албум под називом Капетан, на којем му је на песми Последњи плес гостовао репер Day Who.

### Последње године
Након дуже дискографске паузе, 2016. године се вратио на музичку сцену и објавио песму и видео спот Ја бих пошао за њом, посвећену Ксенији Пајчин. Током исте године, заједно са репером Хелетом објавио је албум Упитај се за Сити рекордс, а са албума се истакла песма Бели град, за коју је снимљен спот. Иако је тај албум био микс, а на њему само четири нове песме, многи су коментарисали да је то морбидан или очајнички потез враћања на сцену нискобуџетним песмама и спотовима. Међутим, Бане 187 је и тада био лошег здравственог стања усред тешке болести бубрега и срца те му је очајнички требао новац. На крају, три године доцније је умро од срчаног удара.

## Дискографија
Студијски албуми
- Тамна страна (1995) (са групом 187)
- Црни град (1998) (са групом 187)
- One Eight Seven (2002) (са групом 187)
- Турбуленција (2003) (са групом 187)
- Капетан (2006)
- Упитај се (2016) (са Хелетом)